# Ettore (mitologia)
(Ettore, prima dell'ultimo duello contro Achille; Iliade, XXII, 304–305. Traduzione di Vincenzo Monti)
Ettore (AFI: /ˈɛttore/; in greco antico: Ἕκτωρ?, Héktōr; in latino Hector) è un eroe della mitologia greca, figlio primogenito di Priamo, re di Troia, e di Ecuba. Era sposo di Andromaca e padre di Astianatte.
È uno dei protagonisti, al pari di Achille, dell'Iliade di Omero. Partecipò alla guerra di Troia e fu il più importante difensore della città, prima di essere ucciso in combattimento da Achille, rabbioso con lui per l'uccisione di Patroclo. 
La fama dell'eroe omerico rimase viva anche in epoca post classica e nel Medioevo egli fu ritenuto esemplare per la sua piena adesione agli ideali cavallereschi: venne infatti inserito tra i Nove Prodi.

## Il mito
Ettore sposò Andromaca, dalla quale ebbe un unico figlio, Astianatte, che trovò poi la morte per mano del figlio di Achille, Neottolemo durante la conquista di Troia. Alcuni autori attribuiscono ad Ettore la paternità di altri tre figli: Laodamante, generato da Andromaca, un certo Anfineo, e Ossimo (o Ossinio). Quando si trovava in visita a Lacedemone, il fratello di Ettore, Paride (detto Alessandro), rapì Elena, la moglie del re della città, Menelao. Per riscattare il proprio onore e riportare presso di sé Elena, Menelao, con l'obiettivo di vendicarsi distrusse la città di Troia, organizzò assieme al fratello Agamennone un'alleanza dei popoli achei.

### Dall'approdo al duello tra Paride e Menelao

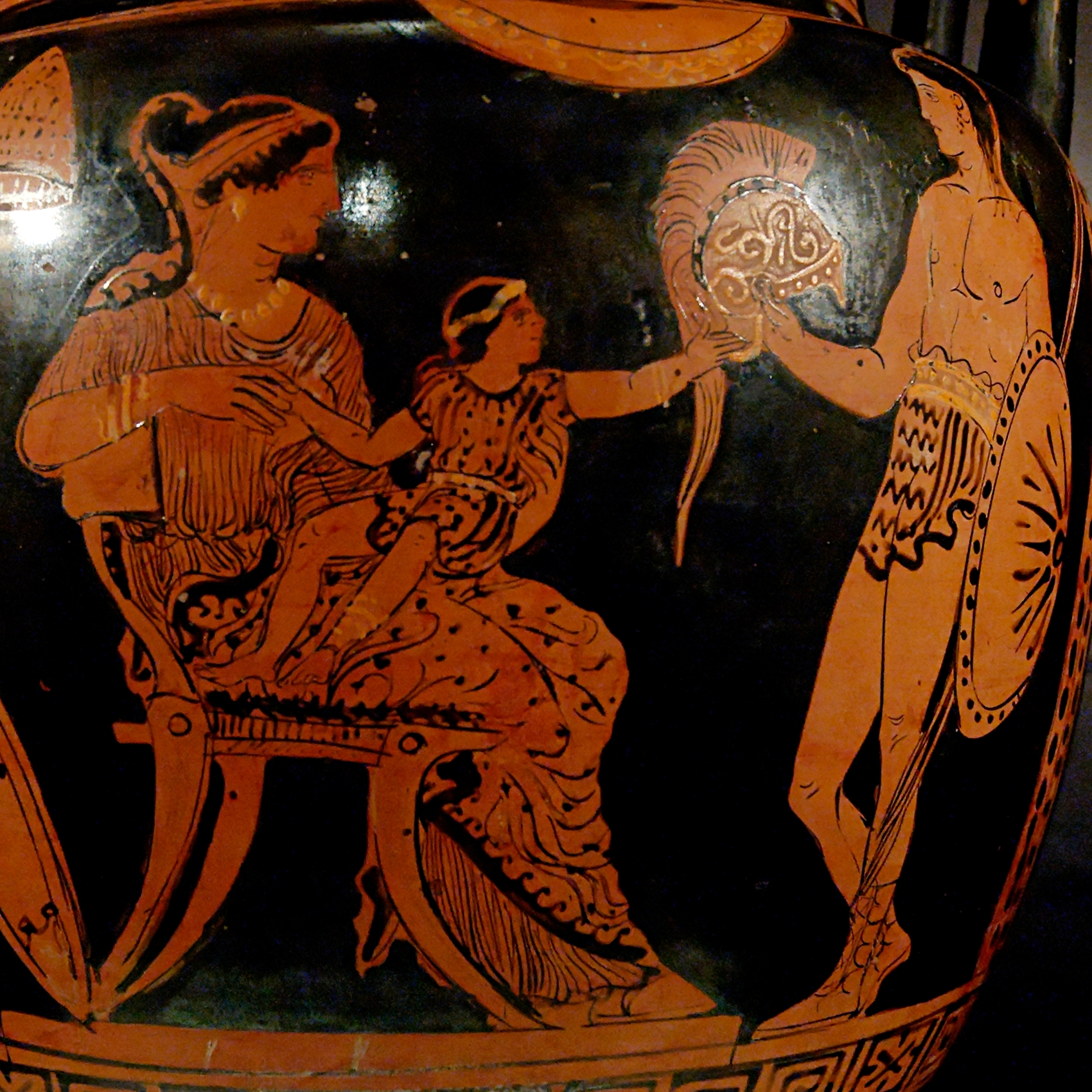
Il distacco di Ettore da Andromaca e Astianatte. Cratere apulo a colonnette (370-360 ca.). Museo archeologico nazionale Palazzo Jatta, Ruvo di Puglia (Bari).

Poco prima dell'inizio della guerra, l'oracolo di Apollo Timbreo, dio di Troia, suggerì ad Ettore di evitare una lotta con Patroclo, poiché, se lo avesse fatto, i Destini non avrebbero in alcun modo impedito la morte del troiano. Per impedire tale gesto, Ettore fu sempre accompagnato da un consigliere, Darete, che avrebbe dovuto sorvegliarlo in battaglia: quest'uomo, tuttavia, si rivelò un traditore.

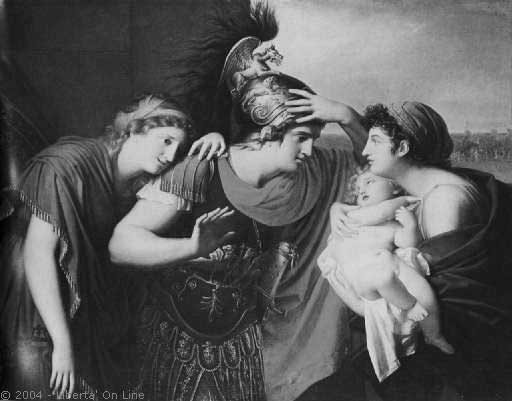
L'incontro fra Ettore e Andromaca in un dipinto del neoclassicista Gaspare Landi

 Informati dell'arrivo dei nemici, i Troiani si schierarono lungo la costa per tentare di ostacolare l'approdo. Gli Achei, dunque, impauriti, indugiavano a scendere: infatti, un oracolo aveva predetto loro che il primo a metter piede sul suolo troiano sarebbe stato il primo a morire. Iolao, allora, non volendo credere alla sentenza, scese da solo dall'imbarcazione su cui si trovava, e si lanciò contro i nemici. Combatté valorosamente fino a quando Ettore lo uccise scagliandogli contro una lancia: da quel momento Iolao fu chiamato Protesilao.
Sottraendosi solo per pochi attimi alla battaglia, Ettore raggiunse suo fratello Paride e lo convinse ad affrontare in duello Menelao. Subito dopo si recò dal nemico proponendo il duello: il vincitore avrebbe trattenuto presso di sé Elena, e si sarebbero stipulati dei patti di amicizia tra i due popoli, in modo da porre fine alla guerra. Menelao accettò la sfida, ma essa non ebbe tuttavia l'esito sperato a causa dell'intervento divino di Afrodite, che mise in salvo Paride.

### Gli incontri con Ecuba e con Andromaca e il figlio
La guerra continuò, molti eroi caddero sotto le armi del prode troiano, in seguito, sotto consiglio di suo fratello Eleno, Ettore partì per andare a trovare sua moglie, in ansia per lui; ma prima di iniziare il viaggio, fece un accalorato discorso ai suoi soldati.
Quando il principe troiano raggiunse le porte della città, tutte le donne gli chiesero novità sui propri cari, Ettore a tali domande rispose sinceramente, raccontando anche le notizie più tristi. In casa incontrò la sorella Laodice e la madre Ecuba; rifiutò offerte di buon vino e buoni pasti per non dimenticare la durezza della lotta che incombeva non lontano e convinse la madre a pregare la dea Atena, tradizionalmente ostile ai troiani, per cercarne il favore: una volta uscito incontrò Paride ed Elena intenti a giustificare il loro agire.
Ettore quindi si recò alla ricerca della moglie, e dopo aver ottenuto informazioni su come raggiungerla, riuscì ad incontrare i suoi familiari più cari. Vide sia la moglie che suo figlio, chiamato da tutti Astianatte, ma dal padre Scamandrio. La moglie cercò di convincerlo a non tornare in battaglia, ma lui la tranquillizzò, poi si apprestò ad abbracciare il loro pargoletto. Questi si mostrò intimorito dall'aspetto del padre: inizialmente pianse alla vista dell'elmo penzolante e dell'armatura di bronzo. Ettore e Andromaca, fra le lacrime, si lasciarono scappare un sorriso per l'episodio buffo, lui si levò il copricapo, accarezzò il figlio pregando il padre degli dei affinché vegliasse su di lui.

### Il duello con Aiace
(Sofocle, Aiace, verso 665)

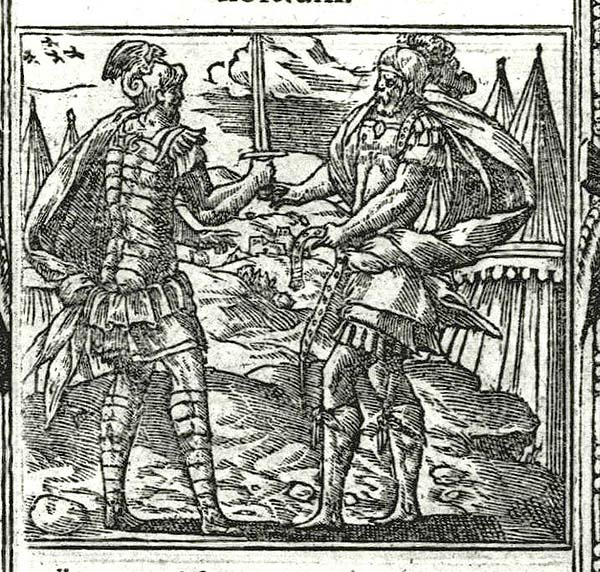
Aiace ed Ettore si scambiano doni, Xilografia da Andrea Alciato, Emblematum libellus, 1591.

Il principe troiano tornò in guerra insieme a Paride mietendo le file degli Achei; durante uno scontro Eioneo, nemico agguerrito di Troia, cadde sotto la lancia del principe troiano. Le battaglie continuarono fino a quando Eleno, sotto consiglio degli dei, suggerì al prode una sfida fra i due guerrieri più valorosi degli opposti schieramenti.
Ettore accettò il suggerimento, decise quindi di sfidare colui che si ritenesse il più forte dei greci. Timorosi della grande forza del Troiano, inizialmente nessuno si fa avanti, ciò suscitò le ire di Menelao che decise di proporsi, andando incontro a morte certa.
Agamennone stesso intervenne per fermare il fratello, pronto ad accettare il duello, troppo più forte era Ettore. Nestore comprese la situazione, istigò gli animi con un accalorato discorso, fino a che ben nove eroi accettarono di combattere contro il troiano. A questo punto venne decisa un'estrazione a sorte. Tutti depositarono un sasso, dove avevano posto precedentemente un segno di riconoscimento, dentro l'elmo di Agamennone. Quando avvenne l'estrazione nessuno all'istante riconobbe la pietra, ma poi si comprese che ad essere prescelto fu il grande Aiace Telamonio.
Il primo assalto lo effettuò il troiano, ma l'avversario dotato di un famoso scudo bloccò l'attacco che non superò gli strati di pelle di cui era composto. Aiace sferrò un assalto con la sua forte lancia, oltrepassando lo scudo del troiano, ma Ettore fu abile ad abbassarsi appena in tempo, evitando una tragica fine. L'attacco del principe troiano di nuovo si infranse sullo scudo, e la sua arma all'urto si piegò. Il figlio di Priamo afferrò una pietra da terra deciso a continuare, sferrando quindi un colpo allo scudo che risuonò rimbombando. Aiace prese una pietra molto più grande della prima e la scagliò contro l'avversario: quel poco di scudo ancora rimasto venne distrutto definitivamente, il principe troiano venne tramortito e il suo corpo cadde al suolo. Subito l'eroe si riprese, estrasse la spada, lo stesso fece Aiace e i due avrebbero combattuto ad oltranza se gli araldi, fra cui Ideo, non si fossero opposti alla continuazione della sfida a causa del calar del sole. E così, grazie alla decisione di Ettore, il duello ebbe fine, senza vinti o vincitori, e si scambiarono doni di rispetto.
I doni scambiati furono in realtà presagi di sventura, in quanto entrambi saranno collegati agli episodi che narrano della loro morte: la spada, regalo di Ettore, sarà quella con cui Aiace si ucciderà; la cintura, (regalo dell'acheo) sarà quella con cui il troiano verrà trascinato per il campo dopo la sua morte. Secondo un'altra versione Ettore voleva scontrarsi direttamente con Achille capendo che lo scontro fra i due era inevitabile, ma l'eroe greco ancora infuriato con Agamennone perché gli aveva sottratto il suo bottino di guerra (presa solo per compassione e per esaudire il desiderio di Patroclo), Briseide, riferì che si era ritirato dalla guerra e solo allora Ettore scelse Aiace come sfidante.
Igino differisce da Omero, fornendo una versione magica dello scambio dei doni dopo il duello. Per il mitografo è come se oltre all'oggetto in sé ci fosse anche la volontà, l'odio della persona che regala l'oggetto., infatti la sorte dei due sarà collegata proprio a quei doni. In seguito, in epoca moderna è stato discusso, soprattutto da Frazer, della "prova del valore" fra Achei ed Ettore ma, come affermano Carriere e Massonie, non essendoci stato di fatto un vincitore, il valore non è stato provato appieno. Aiace in seguito parlò con Odisseo della sfida, affermando che, anche se il re di Itaca e molti altri eroi avevano paura di Ettore perché portava scompiglio quando scendeva in battaglia quasi come se un dio lo affiancasse nella lotta, lui nella sfida non aveva perso. Tuttavia i suoi compagni in seguito gli ricordarono che nello scontro Ettore non aveva riportato neanche una piccola ferita.

### Contro Nestore e Teucro

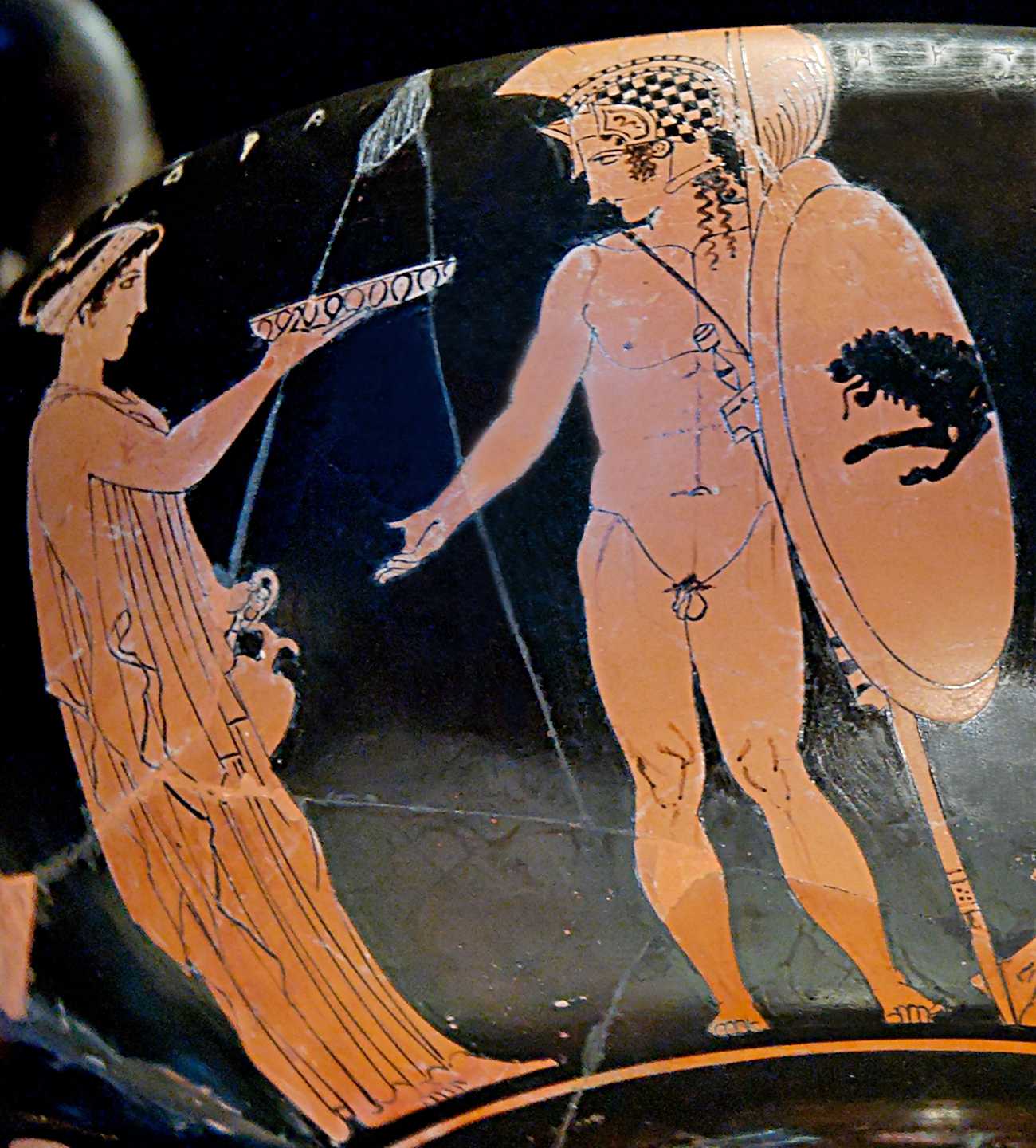
Cassandra offre una libagione ad Ettore. Kántharos attico a figure rosse, Pittore di Eretria (425-420 a.C. ca). Fondazione Ettore Pomarici Santomasi (Gravina in Puglia)

Il prode guerriero nella battaglia successiva stava per uccidere l'anziano Nestore; Diomede, suo alleato, cercò allora di convincere Odisseo ad unirsi con lui contro il troiano, ma la risposta fu la sua fuga. Il greco da solo partì al soccorso dell'amico che si ritrova appiedato, perse infatti il suo cavallo per via di una freccia. Nestore salì sul carro e i due affrontarono a viso aperto il nemico. Una lancia venne scagliata dall'infallibile Diomede in direzione di Ettore, lui riuscì a schivarla, non altrettanto fece il suo cocchiere, Eniopeo, figlio di Tebeo che morto cadde dal carro. Zeus intervenne per salvare Diomede, che si era distinto per coraggio alzando nebbia nel campo di battaglia. Egli era titubante nell'abbandonare la sfida, perché non voleva che Ettore potesse vantarsi del fatto che egli avesse avuto paura di lui. Alla fine convinto da Nestore, si ritirò resistendo a fatica alle offese del nemico e solo grazie ai tuoni di Zeus.
Un altro avversario, con cui il principe troiano si ritrovò a combattere più volte, fu il formidabile Teucro; ad ogni freccia che scagliava, un nemico cadeva morto sul campo. Nel primo scontro fra i due, di nuovo i rapidi riflessi di Ettore gli salvarono la vita, la saetta mortale indirizzata verso di lui colpì invece Gorgitione, suo fratellastro. Un'altra freccia scoccò dall'arco e anche questa volta per volere divino il nemico sbagliò mira, uccidendo invece Archeptolemo, il nuovo cocchiere del troiano, sostituito subito da Cebrione, altro fratellastro. Ettore scese dal carro, andando verso il suo nemico che nel frattempo si stava preparando a saettare l'ennesima freccia. L'arco fu teso al massimo, ma prima che potesse scoccare la punta acuminata il figlio di Priamo recise la corda dell'arco e l'arma divenne inutilizzabile. Il troiano, approfittando del momento favorevole, riuscì a ferire Teucro e solo il fratello di lui, Aiace, e l'intervento di altri eroi salvarono l'abile acheo da morte certa.

### Contro Diomede e Ulisse

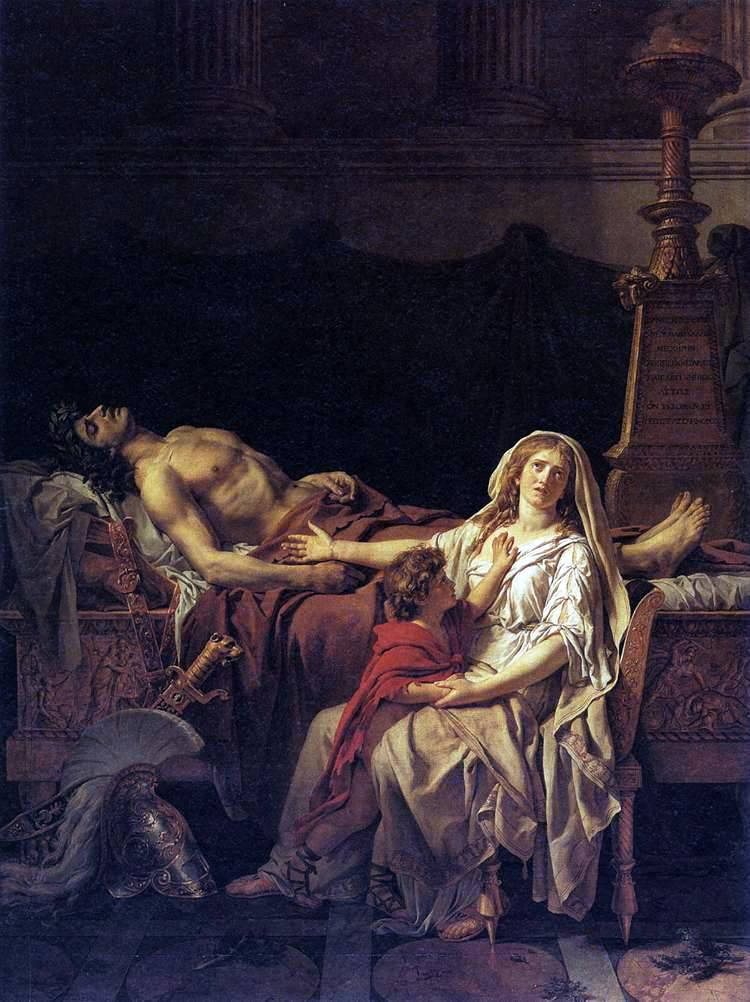
Compianto di Andromaca sul corpo di Ettore, Jacques-Louis David, 1783 museo del Louvre, Parigi.

Ettore elaborò un piano: cercando di reclutare sotto pagamento qualche seguace, rispose all'appello tale Dolone.Subito si diresse verso l'accampamento nemico dove fu vittima di un arguto piano del re di Itaca. Dolone venne fatto prigioniero e ucciso, segnando il fallimento dell'impresa affidatagli da Ettore.
Giorni dopo, in un'altra battaglia fra Danai e Troiani, Ettore, grazie al consiglio di Zeus, aspettò inquieto che Agamennone desse un segno di stanchezza e, appena riuscì ad intravedere il re acheo intento ad abbandonare la battaglia, incitò i suoi alleati e avanzò fra i nemici uccidendo molti di essi: Aseo, Autonoo, Opite, Dolope, Ofeltio e Agelao, Esimno, Oro e Ipponoo caddero privi di vita sul campo di battaglia. Diomede intuì che l'obiettivo del nemico era raggiungere le navi ed insieme ad Odisseo oppose resistenza ma, quando Ettore li raggiunse, Diomede provò una paura profonda che esternò al re di Itaca.
(Commento di Diomede; Omero, Iliade, libro XI, versi 347-348)
Ettore attaccò Diomede scagliandogli contro la sua lancia ma essa non raggiunse l'obiettivo come sperato dal principe troiano. Diomede reagì scagliando a sua volta la lancia mirando alla testa e colpendo l'elmo di Ettore che a stento resistette al forte impatto, il troiano barcollò, le tenebre scesero sui suoi occhi, mentre il nemico recuperò armi e terreno. Ettore, preoccupatosi della situazione, dopo essersi rialzato salì sul carro fuggendo mentre il Tidide lo copriva di insulti. Ettore preferì evitare scontri impegnativi dilettandosi contro soldati di minore fattura. Gli fecero notare la presenza di Aiace che stava sterminando i suoi alleati ma il principe troiano decise di non scontrarsi nuovamente contro di lui, ma di girargli intorno.

### L'attacco alle navi
Grazie alla figura del difensore di Troia, i greci rimasero vicino alle proprie navi in difesa, ma egli voleva attaccarli anche se le condizioni erano sfavorevoli. Ettore incitò gli alleati ad attraversare i pericoli, mentre Polidamante cercò di comprendere il suo piano che sembrava portarli a morte certa; a tal proposito chiese un consiglio di guerra, riunendo tutti i vari capi dell'esercito.
In quella spedizione l'esercito era diviso in gruppi: nel primo al comando di esso oltre ad Ettore vi era suo fratello Cebrione, di solito suo ultimo cocchiere, nel secondo c'è Paride con Alcatoo e Agenore, nel terzo Eleno con Deifobo e Asio, nel quarto Enea con Archeloco e Acamante, uniti per discutere su come sarebbe stato più saggio agire, ma fra tutti l'unico a disubbidire, mancando con la sua presenza al consiglio fu Asio, desideroso di combattere, che iniziò una cruenta battaglia. Tutto l'esercito infine lo seguì, arrivando sino al campo nemico vicino alla spiaggia, dove avevano retto mura e fortificazioni varie. Le truppe di Ettore videro nel corso della battaglia un presagio in alto nel cielo, e pensando che poteva essere portatore di nefaste notizie dubitarono su come agire, e lo stesso Polidamante chiese all'eroe di ritirarsi. Il principe troiano temendo che le parole del suo amico potessero far titubare il cuore dei soldati, ribatté esortando tutti i troiani a combattere anche a costo della loro vita.
(Ettore; Iliade libro XII, versi 244-250)

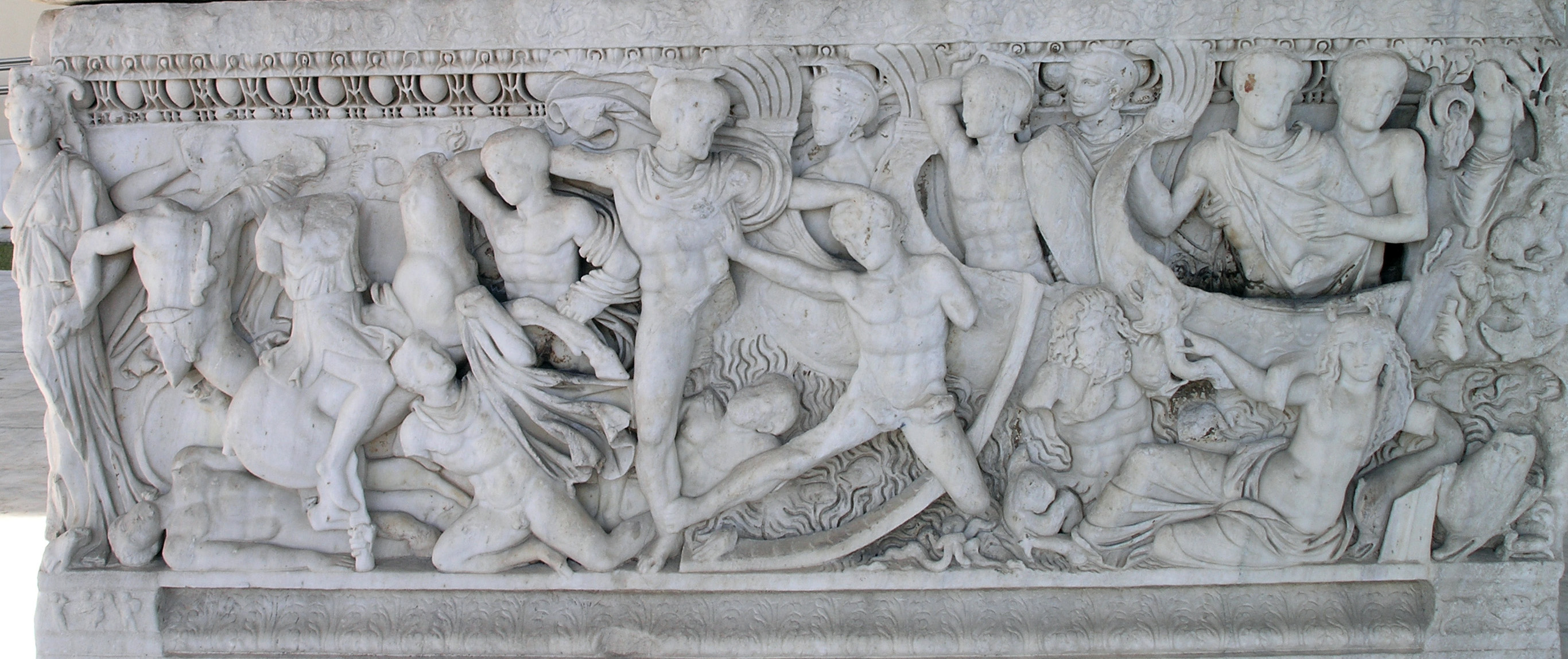
La battaglia delle navi. Immagine in rilievo da un sarcofago greco, museo archeologico di Salonicco, datato 225-250 a.C.

Grazie alla furia di Sarpedone, figlio di Zeus, Ettore riuscì a salire per primo sul possente muro, oltrepassato il quale spostò un masso enorme, tanto grande che due uomini robusti non avrebbero mai potuto smuovere, permettendo ai suoi alleati di penetrare nel campo nemico.
Ettore guidò il suo esercito alle navi, affrontando di nuovo il temibile Teucro; l'eroe troiano scagliò la sua lancia sperando di colpirlo, ma la sua arma si conficcò nel petto di Anfimaco, un capitano acheo. Il greco scagliò la sua lancia ma lo scudo del troiano lo difese.
Si imbatté in Aiace Telamonio, desideroso di combattere contro di lui. Ettore cercando di colpirlo, scagliò la sua arma che si infranse sull'incrocio delle cinghie. Il nemico scagliò un grosso macigno, contro cui il troiano, per quanto riuscì a difendersi, si ritrovò disteso a terra dolorante. Glauco ed altri lo portarono al sicuro, ma era ferito gravemente. Ettore, grazie anche all'incoraggiamento fornito dal dio Apollo, guidò di nuovo i suoi uomini mentre i nemici al vederlo improvvisamente, come per magia, non avevano più coraggio. Il principe troiano cercò di evitare Aiace, senza riuscirci, nello scontro scagliarono le loro lance ma entrambi furono lesti ed evitarono la morte; persone a loro care ne pagarono le conseguenze. Il nemico chiese aiuto al fratello, Teucro rivolse la sua mira contro il troiano, tese l'arco che si ruppe per volere dello stesso Zeus. Ettore uccise Schedio e quando iniziò a bruciare le navi pose fine alla vita di Perifete, l'ennesimo nemico.

### Lo scontro tra Ettore e Patroclo

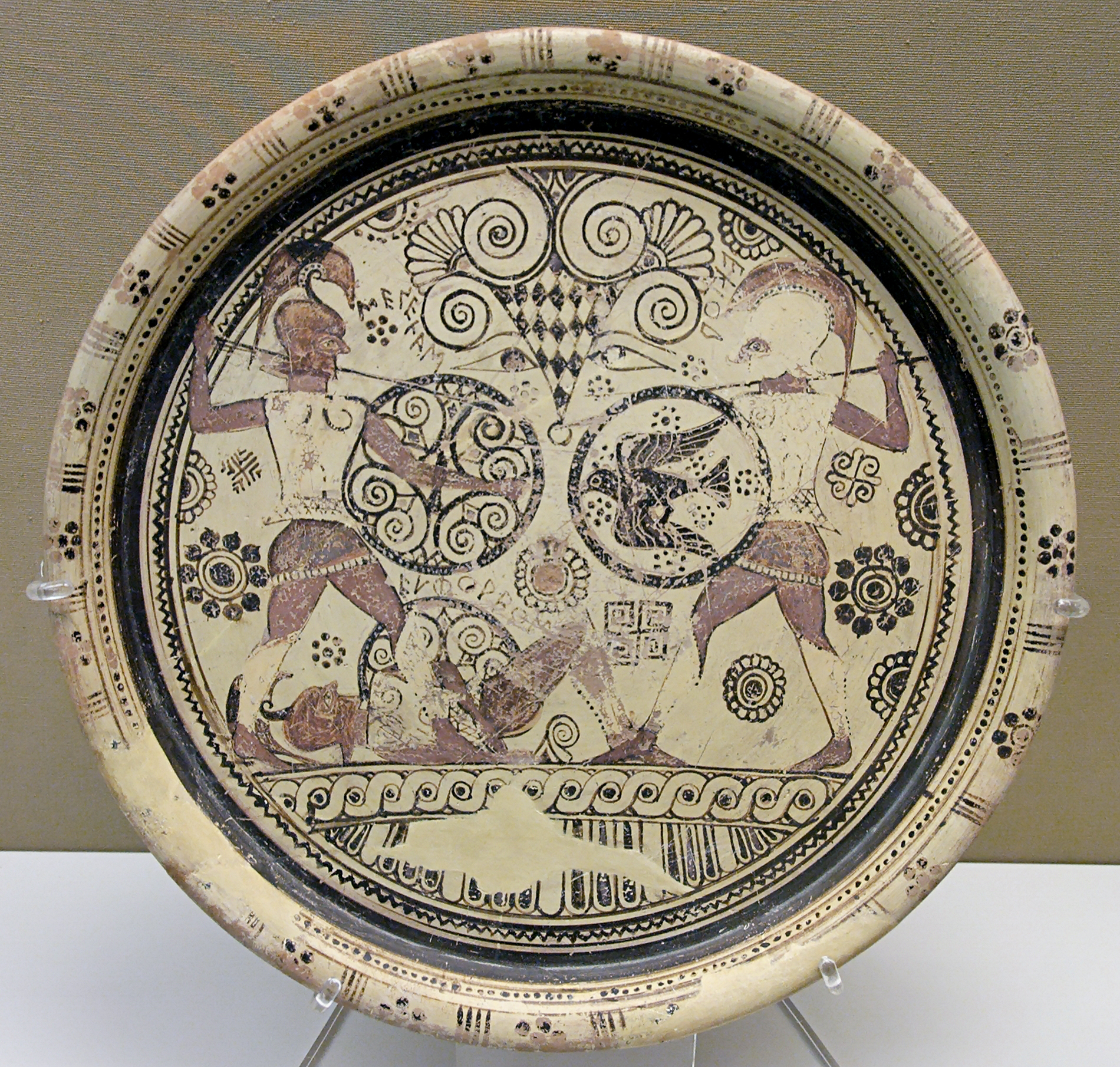
Il combattimento di Ettore e Menelao sul cadavere di Euforbo nell'elaborata composizione decorativa di un piatto rodio (600 a.C. ca.), Londra, British Museum GR 1860.4-4.1 (A 749).

Achille, rimasto neutrale per promessa data in precedenza, scorse da lontano le navi in fiamme, e Patroclo dopo avergli chiesto di poter andare a combattere vestito con le sue armi, partì a capo dei Mirmidoni, l'esercito del Pelide. Grazie a questo trucco, i Danai riuscirono a prendere di nuovo il controllo della riva. Patroclo fu in grado di attaccare ed uccidere il grande Sarpedone e tanti altri nemici. In un lancio d'impeto Aiace riuscì a ferire gravemente Ettore, che fu costretto a ritirarsi momentaneamente dalla battaglia per riprendersi.. Il troiano dopo aver ucciso Epigeo, lasciò perdere gli altri avversari concentrandosi su Patroclo, che per difendersi scagliò una pietra contro di lui. Il principe troiano schivò il colpo mortale e fu il suo terzo cocchiere, Cebrione, a farne le spese. Intorno al suo cadavere combattevano i duellanti come due fiere bestie, e lo scudiero cercava di attaccare Ettore alle gambe. Nella battaglia si alzò una nube di polvere che tutto copriva, perdendo di vista Ettore, Patroclo attaccò uccidendo molti altri nemici; ma ad un attacco si rivolse senza saperlo contro Apollo, unitosi in precedenza alla battaglia, che si difese con una sola mano. Il colpo all'avversario fu talmente forte da fargli perdere quasi la sanità mentale. Apollo, al colmo dell'ira, colpì Patroclo alla schiena disarmandolo completamente: egli perse l'elmo, lo scudo, la lancia e la corazza. Indifeso e confuso, venne raggiunto da Euforbo che lo colpì con la sua lancia tra le scapole ma non ebbe il coraggio di affrontarlo. Ettore sorprese Patroclo mentre cercava di allontanarsi dalla battaglia e con un colpo di lancia lo trapassò e lo uccise. Patroclo in procinto di morte ebbe il tempo di sminuire la sua sconfitta da parte dell'eroe troiano ("Se anche venti guerrieri come te mi assalivano,/tutti perivano qui vinti dalla mia lancia;/ me uccise il destino fatale e il figliuolo di Latona,/ e tra gli uomini Euforbo: tu m'uccidi per terzo.") e di profetizzare al Ettore la sua morte per mano di Achille.

### Lo scontro mortale con Achille
Glauco era infastidito dal comportamento di Ettore, che sembrava disinteressarsi della sorte dei compagni. A tali accuse l'eroe troiano ribatté, dicendogli che non aveva mai temuto una battaglia, sfidandolo a vedere se in quel giorno si sarebbe comportato da vigliacco o da eroe. Il principe troiano cercò di indossare le armi di Patroclo, le quali in realtà appartenevano ad Achille, ma solo l'intervento divino di Zeus ed Ares permise al troiano di combattere con le armi del nemico. La battaglia si fece confusa, i troiani cercavano di prendere il corpo di Patroclo agli Achei, dove Aiace solido era preposto alla sua difesa, uccidendo chi tentava di recuperarne il corpo. Schivò l'ennesimo attacco di Ettore, mentre sul cadavere del povero morto infuriava la strage. Nel corso dei combattimenti, Ettore uccise Schedio, capitano dei Focesi, figlio di Ifito, ma di fronte al contrattacco acheo retrocesse di poco. Automedonte schivò per poco la morte per mano di Ettore, mentre il principe troiano riuscì a ferire il forte Leito.. Menelao trafisse Pode, il giovane cognato di Ettore, suscitando un dolore immenso nel condottiero troiano: questa uccisione valse comunque a renderlo nuovamente agguerrito. Anche Polidamante reagì con rinnovato furore, arrivando a ferire gravemente Peneleo. Stanco delle imprese di Ettore, Idomeneo colpì l'eroe troiano in pieno petto senza riuscire a ferirlo a causa dell'armatura, ma questi rispose scagliandogli addosso la sua asta, che si piantò nella mandibola di Cerano, cocchiere di Merione, che cadde morto nella polvere.

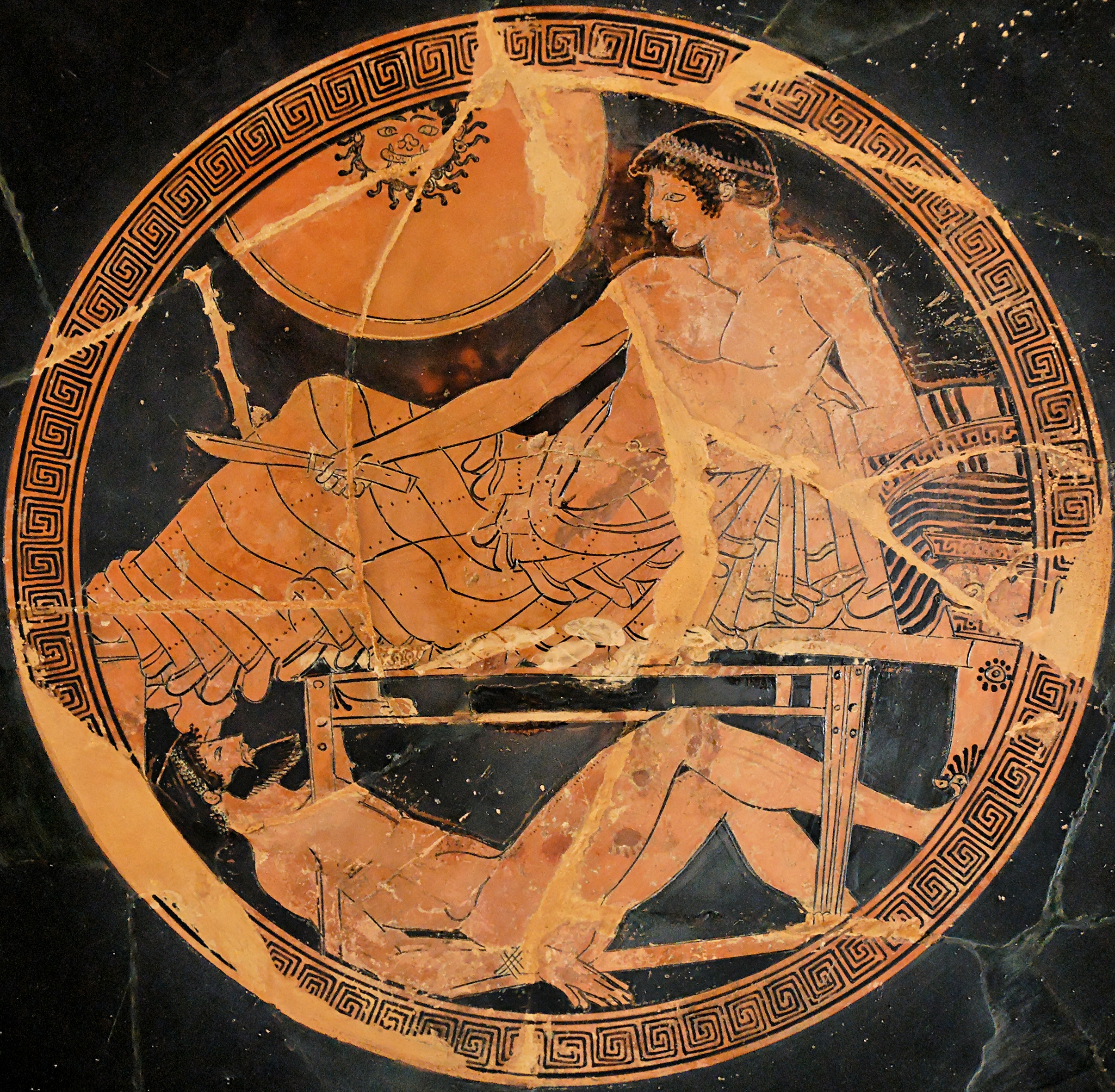
Achille guarda il corpo di Ettore. Tondo da una figura rossa attica, 490-480 a.C., museo del Louvre, Parigi.

Achille appena saputa della tragica morte dell'amato Patroclo prima pianse, confortandosi con sua madre, e, infuriato, strinse nuova amicizia con Agamennone; infine si diresse verso il suo nemico senz'armi. Il Pelide grazie all'aiuto di sua madre e del dio Efesto, abile forgiatore di armi e armature, ottenne una nuova armatura portata dalle Nereidi, mentre Omero narra che Teti, non volendo aspettare un solo secondo, portò di persona l'armatura. L'invincibile guerriero espresse il desiderio di voler uccidere oltre l'assassino di Patroclo anche altri guerrieri, pratica non documentata nella realtà dell'epoca, ma vista solo nei miti.
Nel frattempo l'eroe troiano era alle prese con i due Aiaci, cercando di recuperare ancora il corpo di Patroclo per più volte, ma ogni volta per timore delle armi nemiche desisteva dall'intento. Quasi vi riuscì spaventando i nemici ma la sera calò, Polidamante suggerì la ritirata, un'idea che disturbava Ettore. L'eroe pensava che il temporeggiare era solo una tattica a favore dei più ricchi greci, infatti Troia era stanca per il continuo assedio e non aveva più sostegni economici per sfamare l'esercito. Il suo nuovo discorso incitò ogni guerriero a combattere ancora, e per quanto il consiglio potesse apparire per certi versi sbagliato, fu trionfalmente acclamato.
La battaglia fra i due eroi si stava avvicinando sempre di più e gli dei tutti volevano intervenire: Apollo, fra tutti il più esposto, cercò di coinvolgere Enea, spingendolo a osare il duello con Achille: il Pelide avrebbe facilmente ucciso il suo nemico ma questi fu salvato da Poseidone, che pur essendo divinità protettrice dei Greci apprezzava moltissimo la pietas di Enea. La furia di Achille investì molti eroi vicinissimi al principe troiano, fra cui anche il giovinetto Polidoro, che era suo fratellastro: a quel punto Ettore avanzò, incontrando il suo nemico di sempre.
(Commento di Ettore; Omero, Iliade libro XX, versi 434-437, traduzione di Giovanni Cerri)
Il figlio di Priamo scagliò la sua arma, ma Atena, ormai decisa a difendere il Pelide, con una folata di vento la fece tornare indietro. Achille attaccò con la sua asta con furia tremenda, al che nebbia fitta provenne dal campo grazie ad Apollo, e i tre attacchi successivi del figlio di Teti andarono tutti a vuoto, decidendo alla fine di cambiare bersaglio: lo scontro venne rimandato.

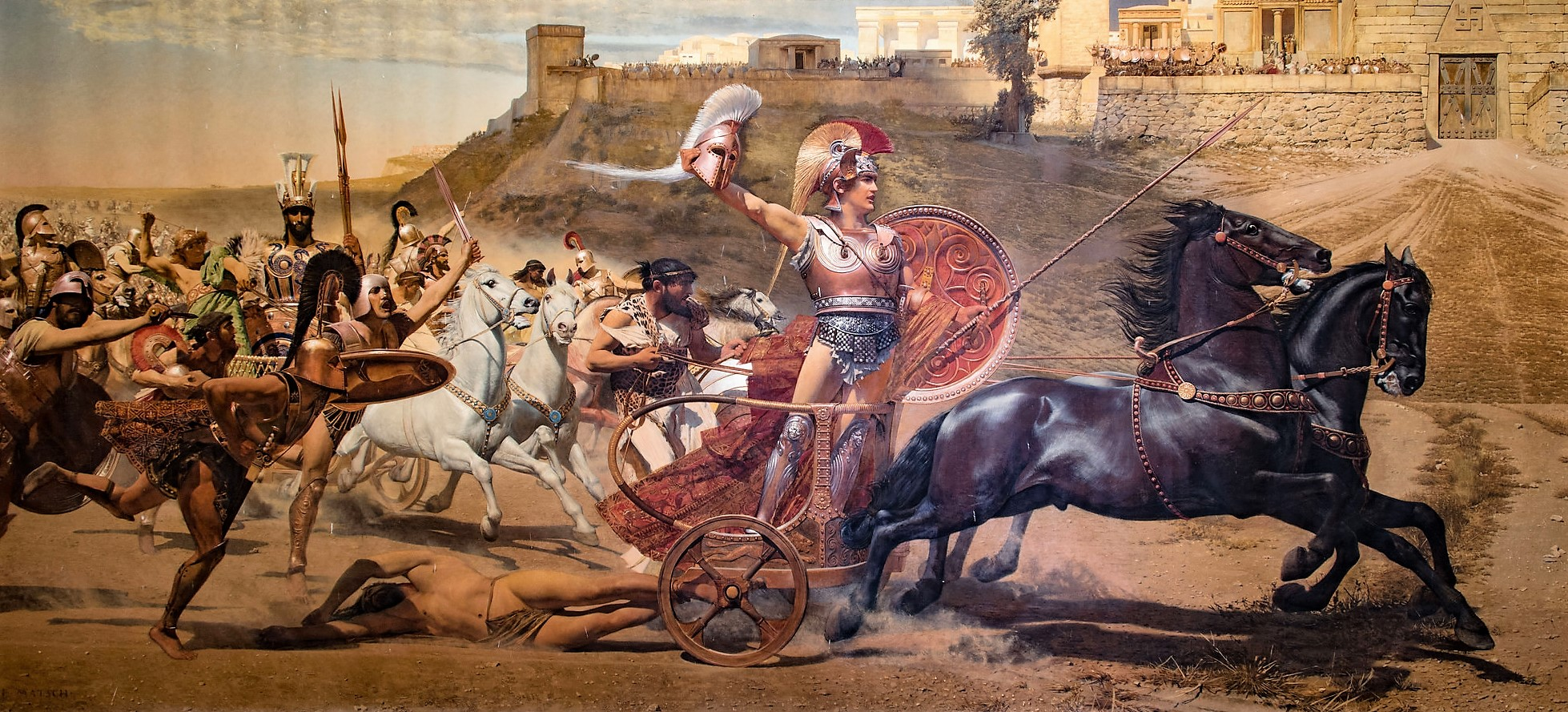
Achille trascina il corpo senza vita di Ettore attorno a Troia. Affresco della fine del XIX secolo nel palazzo dell'Achilleion a Corfù, in Grecia

Achille si rituffò nei combattimenti, facendo scempio di altri compagni di Ettore e tra le sue vittime vi furono Troo Alastoride, che si era arreso senza neanche tentare la fuga, Deucalione, decapitato di netto con la spada (il midollo schizzò dappertutto e il busto giacque disteso in un lago di sangue), e il giovane e valoroso condottiero trace Rigmo; giunto sulle rive dello Scamandro, uccise un altro figlio di Priamo, Licaone, e il forte Asteropeo dei Peoni della Macedonia, i cui corpi furono gettati nel fiume insieme a quelli di molti altri guerrieri. Egli, quindi, costrinse, con la forza del braccio, i Troiani a rifugiarsi dietro alle solide mura della città, grazie anche ad Apollo, che trasformato in Agenore faceva da esca al nemico. L'unico ad essere rimasto fuori dalle mura, infine, era proprio Ettore. Prima che il nemico lo raggiungesse i genitori del troiano si disperarono, soprattutto Priamo, temendo che il guerriero acheo potesse fare scempio del corpo senza vita del figlio.
Ettore aveva il tempo per pensare, voleva riscattare la sua misera figura per aver portato molti compagni alla morte, era cosciente che l'unico modo era sconfiggere un nemico che sapeva essere più forte di lui. I pensieri si rivolsero quindi alla possibile sconfitta, e ad un modo per evitarla; muginava quindi di offrirgli quanto avrebbe avuto Menelao dalla vittoria su Paride, ma sapeva che ormai era troppo tardi. Il figlio di Priamo a vedere il suo avversario in preda ad una furia omicida, si diede alla fuga, velocissimo tanto da non farsi raggiungere dall'inseguitore ma non abbastanza da sfuggirgli. Tre giri completi delle possenti mura fecero i duellanti: ad Ettore fu preclusa la via dell'entrata, ma al contempo gli venne risparmiato il nugolo di frecce che i Greci erano pronti a scoccare, perché rimaneva una preda di Achille.
Atena scese dall'Olimpo con il permesso di suo padre, raggiunse Achille, lo tranquillizzò, poi assunse le sembianze di Deifobo, uno dei fratelli più cari ad Ettore. La dea raggiunse il troiano che si lasciò ingannare dal falso aspetto, decise quindi di andare a scontrarsi con il nemico a viso aperto. Il figlio di Priamo cercò di trovare un accordo sulla sepoltura dello sconfitto, ma il pelide rispose che i leoni non trattavano con gli agnelli.
Il primo attacco lo rivolse l'acheo, la sua lancia grazie all'agilità del troiano mancò il bersaglio. Il pastore di genti sferrò il suo attacco e il Pelide si difese con lo scudo, nel frattempo, non vista, Atena raccoglieva la lancia di Achille riconsegnandola al guerriero acheo. Ettore chiamò Deifobo che non accorse, comprese l'inganno ma comunque estrasse la spada iniziando l'ultimo scontro fra i due. Il greco con la sua asta osservò con attenzione il corpo del nemico, l'armatura che indossava la conosceva bene perché era la sua. Achille dopo aver trovato il punto scoperto del nemico, situato vicino al collo, lesto colpì con tutta la sua forza, vendicando la morte dell'amico Patroclo. Il troiano, in punto di morte, ancora pregava il nemico di lasciare le sue spoglie ai parenti ma l'acheo non promise. Secondo una versione minore Ettore non trovò la morte contro Achille, ma la sua fine giunse per mano di Pentesilea, regina del popolo delle amazzoni, che per la maggior parte degli autori è invece alleata dei Troiani.

### Dopo la morte
Appena Ettore morì, tutti i nemici si avvicinarono, rimanendo colpiti dal suo aspetto imponente e minaccioso che manteneva anche da morto. A turno ognuno di loro lo colpì senza ritegno. Achille non mostrò pietà o rispetto per il corpo del rivale, forò i tendini e lo legò con la sua cintura, regalo di Aiace, al carro. Salì su di esso, scoccò la frusta sui suoi cavalli, trascinando Ettore per tutto il campo. I genitori del morto guardavano lo spettacolo e gridavano, mentre la moglie fu raggiunta dalla terribile notizia mentre attendeva fiduciosa il marito nella sua casa e gli stava preparando un bagno caldo. In seguito il figlio di Teti non si ritenne soddisfatto, meditava infatti ancora su quali oltraggi potesse fare al corpo del troiano per onorare Patroclo. Decise di nuovo di effettuare dei giri con il carro attorno alla tomba dell'amico, rispettando un rituale, usanza tipica del suo popolo, anche se la sorte era la stessa di quella riservata ai re sacri dell'epoca.
Apollo stesso chiese al padre, sommo Zeus, che il cadavere di Ettore venisse restituito al suo popolo, poiché un morto non poteva pregare e accanirsi sui defunti era ritenuta oltraggio agli dei. Priamo, grazie all'aiuto di Ermes, il messaggero degli dei, riuscì ad arrivare all'accampamento nemico e a parlare con Achille. Pianse, gli baciò le ginocchia e lo supplicò, alla fine ottenne il corpo come voleva, anche se altri autori invece raccontano che Priamo offrì doni molto preziosi per convincere Achille a cambiare idea, e che le parole da sole non bastarono. Il corpo rimase nascosto agli occhi del padre perché, se l'avesse visto in quelle condizioni, avrebbe potuto attaccare Achille e rimanere ucciso.
Furono successivamente indette delle gare: era infatti usanza tipica dell'epoca il festeggiare con dei giochi la morte di personaggi illustri. Nel caso di Ettore i festeggiamenti durarono nove giorni, durante i quali ci furono frastuoni orrendi al punto da far cadere dal cielo qualunque uccello volasse. Il corteo funebre fu aperto da Andromaca, Ecuba ed Elena. Il corpo, secondo una delle tante versioni, fu seppellito per ordine di Apollo in una città greca tenuta nascosta. Ecuba dapprima cercò lo scudo del figlio, per recuperare la memoria di Ettore insieme alla sua immagine, grazie al sudore ivi impresso. In realtà, il sudore sullo scudo non viene mai menzionato da Omero in riferimento ad Ettore, ma solo ad Aiace durante il combattimento sostenuto fra i due. Secondo una versione, quando Ecuba venne catturata dagli Achei divorò le ceneri di suo figlio, che aveva nascosto in seno, per vietare possibili nuovi oltraggi Sulla tomba dell'eroe vennero trovati lacrime e pochi capelli bianchi, in seguito si diffuse nella gente del luogo una sorta di leggenda: si voleva infatti che il fantasma di Andromaca facesse sovente visita alla tomba del marito. Ettore fu il guerriero troiano che più di chiunque altro si distinse in guerra, arrivando ad uccidere 53 eroi fra i 118 totali uccisi dall'esercito di Troia. Meglio di lui fecero Achille ed Enea che, insieme, riuscirono l'uno, il figlio di Teti, ad uccidere 77 nemici, l'altro, il figlio di Venere o Afrodite, ad annientare in tutto 69 eroi tra achei nella guerra di Troia, e italici nella guerra del Lazio, come detto nell'Eneide. Un ultimo eroe che uccise tantissimi Troiani nell'Eneide fu Turno, il re dei Rutuli e figlio di Dauno, eroe italico, e della ninfa Venilia, anch'egli semidio, che fece un eccidio dei compagni di Enea arrivando ad uccidere da solo ben 48 nemici.

## Ettore nella letteratura moderna
Il mito di Ettore ha colpito la fantasia di molti autori nei secoli successivi, Dante riprese il suo mito più volte nella stesura delle sue opere. Nella Divina Commedia Dante lo rappresenta in compagnia di Enea ponendoli tra gli spiriti magni del limbo perché non avevano ricevuto il battesimo. Il nome di Ettore farà la ricomparsa nel Paradiso dove durante il volo dell'ipotetica aquila sorvolerà la tomba dell'eroe, ma il nome di Ettore sarà presente anche in altre opere del poeta, dove sarà ricordato sempre in coppia con Enea.
William Shakespeare nella sua opera Troilo e Cressida, prendendo spunto in parte anche dal lavoro svolto in precedenza da altri autori, aveva ripreso la storia di Troia prima che scoppiasse la guerra, e ritroviamo Ettore alle prese nel tentativo di distogliere il fratello da Elena. La storia percorre l'intera guerra fino nell'ultimo atto, il quinto, dove Ettore stanco della guerra quando fa riposare la sua spada viene affrontato inerme da Achille e ucciso.
(William Shakespeare, Troilo e Cressida, Atto II, Scena II, commento di Ettore)
Ugo Foscolo ricorda nella sua opera la figura di Ettore, erigendolo ad esempio di patriottismo, affermando che chiunque abbia cara la propria terra piangerà ricordando la sua storia.
(Ugo Foscolo, Dei sepolcri, versi 291-294)
Anche compositori rimasero affascinati dalle vicende di Ettore, il francese Hector Berlioz si appassionò prima alle vicende narrate da Virgilio, e poi a quelle raccontate da Shakespeare, finendo per comporre la sua più grande opera. Ettore nella sua creazione sarà elargitore di saggi consigli al suo amico Enea, che alla fine verrà convinto a lasciare Troia e a recarsi in Italia per creare un nuovo impero.

## Riferimenti storici
Non vi sono prove scritte che possono dimostrare l'esistenza di Ettore, anche se il suo mito ancora oggi è oggetto di discussione.
L'archeologo Schliemann, nelle sue ricerche, trovò quello che potrebbe essere definito l'altare dove Ettore offriva i suoi sacrifici al sommo Zeus. Manfred Korfmann insieme a colleghi tedeschi riuscì a trovare una sorgente sotterranea vicino alle mura di Troia, proprio il luogo in cui secondo Omero il personaggio trovò la morte.
Anche usanze tipiche degli abitanti della Tessaglia, come quella mostrata da Achille nel trascinare, con un certo rituale il corpo straziato dell'eroe troiano, sono riportate da fonti di autorevole fattura.

## Aspetto e carattere
Il principe troiano era un uomo di cuore, compassionevole e valoroso, ma anche in grado di onorare i nemici. Durante i periodi di tregua amava stare in compagnia: si ricordano in particolare le sue allegre libagioni insieme al giovane cognato Pode.
Da moltissimi autori Ettore viene considerato come l'eroe per eccellenza, che benché sprovvisto di poteri sovrannaturali e inviso a molti dèi combatteva con fierezza avversari temibili, nel suo essere semplicemente uomo, anche se discendente di Zeus.
(Commento di Sarpedonte. Omero, Iliade, libro V, versi 472-492, traduzione di Giovanni Cerri)

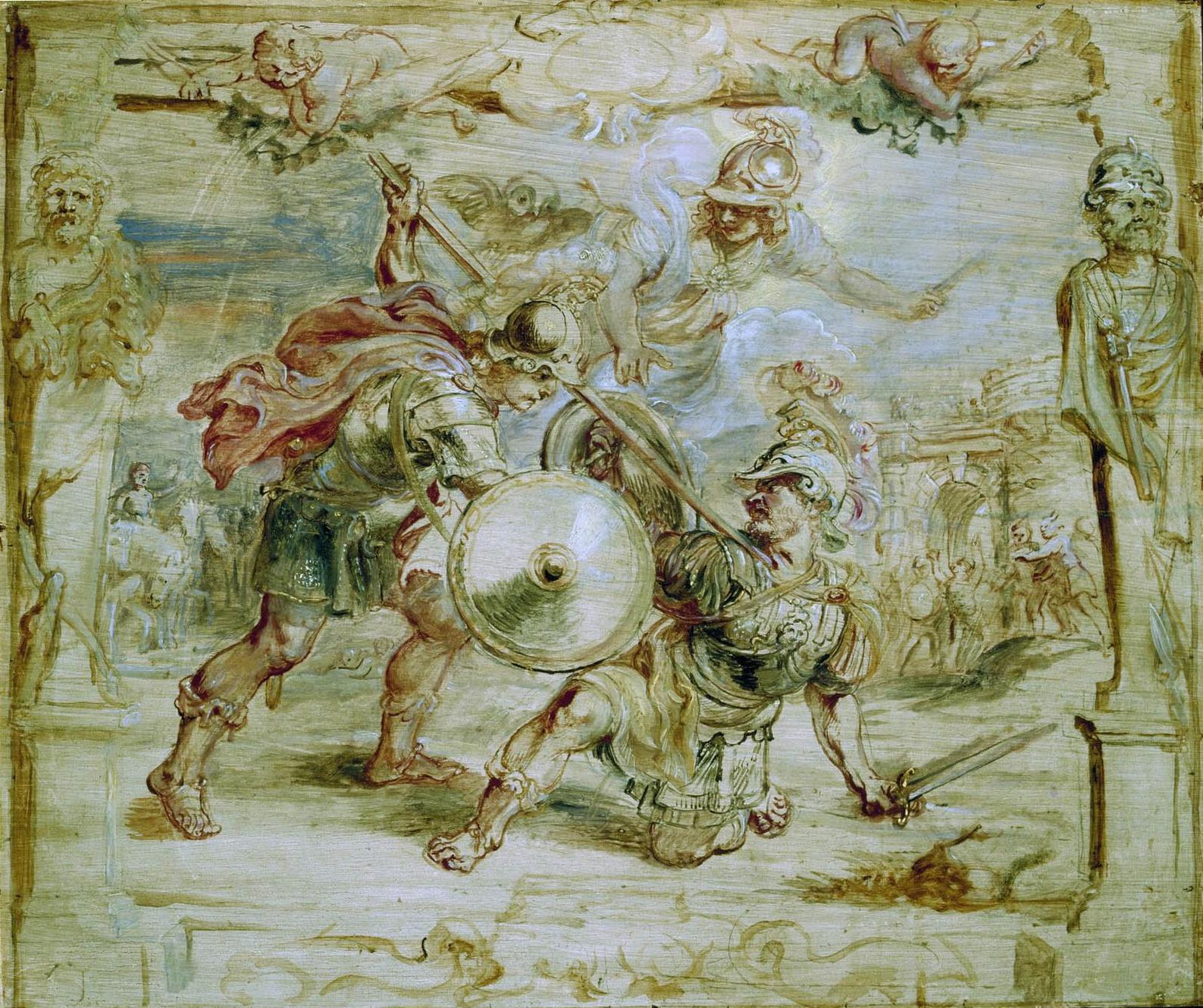
Ettore durante la lotta contro Achille, Peter Paul Rubens, datato prima metà del XVII secolo, Museo Boymans-van Beuningen, Rotterdam

Ettore a volte indietreggiava di fronte al nemico, doveva essere spronato, quasi dimenticasse di avere il coraggio, come fece Sarpedonte rivolgendosi direttamente all'amico,; ma nei suoi pensieri c'erano sempre la moglie e il figlio, aveva una famiglia che amava da cui tornare. Il figlio di Priamo non reagiva mai a parole agli sproni ma con i fatti, alle richieste di aiuto lui rispondeva lottando per cento soldati.
Anche se spesso non rispondeva alle domande che gli si ponevano durante le battaglie, Ettore era abilissimo con le parole; solo le usava quando la situazione era calma e battaglie non si palesavano innanzi.
Il principe troiano all'inizio era contrario alla guerra (consigliò la restituzione di Elena al marito) ma una volta iniziata combatté senza esitazioni, tanto che negò alla cara moglie il suo desiderio: quello di abbandonare la battaglia per starle accanto. Il motivo di tale rifiuto era la vergogna di cui si sarebbe coperto se si fosse comportato da disertore, una vergogna che l'avrebbe ucciso, nella sua qualità di principe ereditario. In ogni battaglia a cui partecipava dava sempre grande rispetto al nemico che sapeva fronteggiarlo e al tempo stesso combatteva quasi come se non gli importasse della vita, ma più che cercare fama eterna, lui fuggiva dal timore di essere chiamato codardo. Ettore era ben conscio di essere un modello a cui i troiani si ispiravano e non aveva modestia nell'ammettere che era famoso fra la sua gente.
Raramente nei testi si parla dell'aspetto di Ettore: era imponente quasi fosse un gigante, infatti uno dei suoi tanti appellativi derivava da una delle città dove vivevano tali creature. Inoltre aveva i capelli di color nero, tipico per la sua popolazione Agile e veloce, schivava ogni lancia sferrata contro di lui e riusciva a non farsi raggiungere da Achille nella corsa.
Una descrizione del principe troiano la ritroviamo in Strauss dove asserisce, secondo i dati da lui raccolti, che avesse una capigliatura fluente; i capelli li portava lunghi sulla nuca e corti sulla fronte,, forse aveva una coda di cavallo, ed era sbarbato; inoltre indossava un gonnellino e orecchini d'oro.

### Critiche al personaggio
Le critiche rivolte alla figura di Ettore sono per la maggioranza esposte nell'Iliade stessa. I nemici, anche attribuendogli fama di guerriero, affermavano che era sempre aiutato da divinità che scendevano con lui in campo, come nel caso di Ares, ma ancora peggio di lui faceva Zeus che gli perdonava ogni possibile offesa al popolo degli Achei, essi che potevano vantarsi di avere origine divine.
(Commento di Diomede, Omero, Iliade libro V, versi 601-606, traduzione di Giovanni Cerri)
Appariva agli occhi dei nemici come una persona tanto superba da non tenere in conto neanche gli dei. Nel corso dell'Iliade Ettore, come sottolinea Omero, incorrerà a false promesse a cui obietta la critica, evidenziando che la promessa non era stata infranta per demerito suo.

### Il rapporto con Paride
Anche se Paride era suo fratello, Ettore per la salvezza dell'onore della famiglia e del suo regno non esitava a sguainare la spada contro di lui, minacciando di ucciderlo; Paride dal canto suo accoglieva ogni critica da parte del fratello, affermando che il suo cuore era sempre tagliente come una spada. Nonostante questo, Ettore appoggiò suo fratello in numerose decisioni.

### Il rapporto con Andromaca
Fra i due sposi vi era rispetto e la moglie cercava di essere utile al marito per quanto poteva, indicandogli, ad esempio, un possibile punto debole delle mura di Troia.
Andromaca, durante la guerra, non riusciva a resistere alla mancanza di notizie dal campo di battaglia; appena seppe di una delle vittorie da parte degli Achei, cercò di raggiungere il marito sperando di vederlo ancora in vita. La donna aveva perso gran parte della sua famiglia per colpa di Achille e non voleva perdere anche l'amato, che considerava non solo marito ma anche fratello e padre. Ettore espresse tutto il suo amore quando nel sesto libro andò a trovarla: in quell'occasione chiaramente affermò che più delle sorti della città, o dei suoi genitori o della gente tutta, ed anche della sua stessa vita, più di tutto gli interessava il destino della sua sposa.
(Dialogo di Ettore con Andromaca. Omero, Iliade, libro VI, versi 464-465, traduzione di Rosa Calzecchi Onesti)
Ettore tornò da Andromaca durante una pausa, dopo aver seguito il consiglio di Eleno che, dotato di facoltà divinatorie, gli aveva consigliato di compattare le file dei combattenti e lui solo rientrare in città per predisporre un sacrificio alla Dea Atena. Dopo aver chiesto alla madre Ecuba di offrire un dono alla divinità, approfittò della breve pausa per incontrare Andromaca, salita sulla torre più alta delle porte Scee per seguire le sorti dello scontro. La moglie lo pregò di non scontrarsi con Achille, poiché questi le aveva già ucciso il padre e i suoi sette fratelli. Ma Ettore, eroe coraggioso, rifiutò con tristezza le suppliche di Andromaca, perché lottare era il suo dovere, nonostante l'incombente pericolo della morte.

## Ettore nelle arti figurative

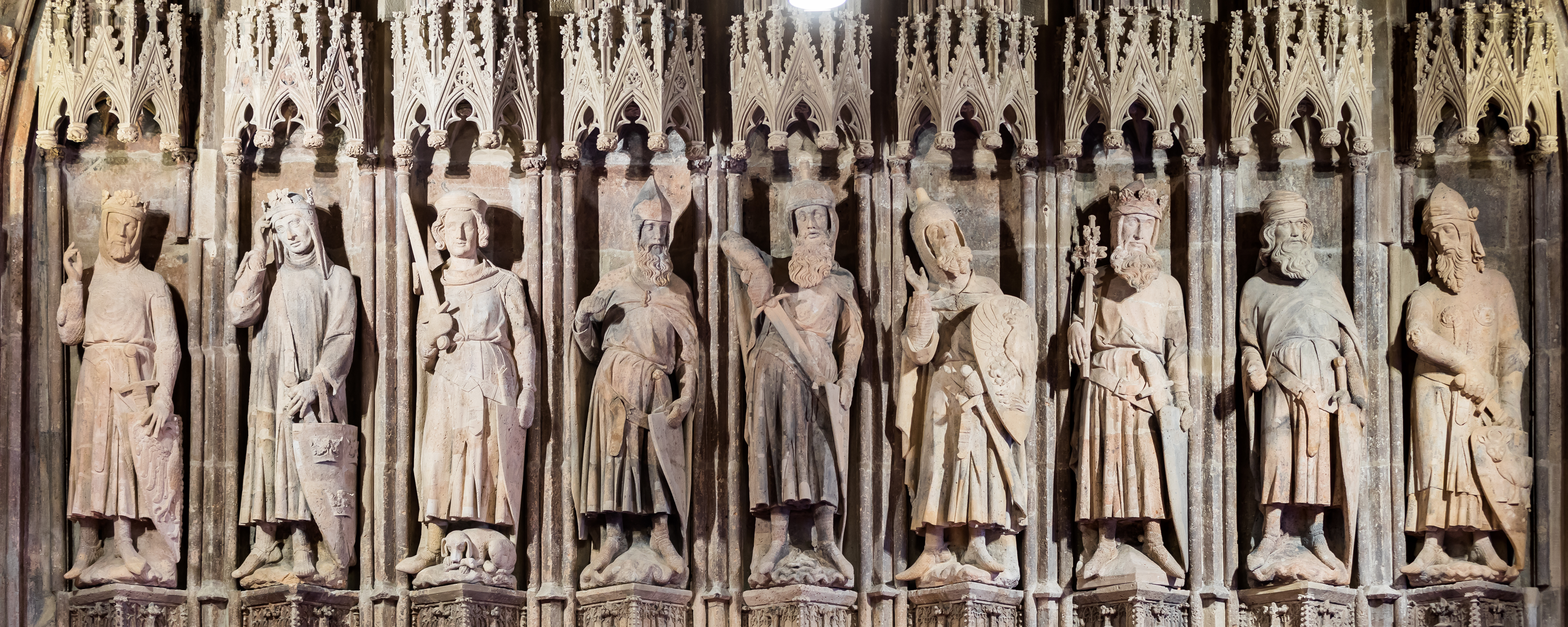
I Nove Prodi fra cui la statua ad onore di Ettore, scultura posta sul municipio di Colonia

Ettore viene rappresentato spesso nell'arte antica nelle scene che lo hanno reso celebre nell'Iliade, ad esempio lo si osserva nel vaso François da Vulci, o il celebre duello con Achille lo si trova raffigurato su moltissimi oggetti dell'epoca come ceramiche datate intorno al V secolo a.C., urne e vasi etruschi, e persino in sarcofagi romani. Dei molti dipinti che lo raffigurano quasi mai vi era un'opera dedicata interamente a lui, ma veniva sempre dipinto con altri eroi a fargli compagnia. Si racconta che Polignoto nella lesche di Delfi fu il primo a dedicargli un'opera figurativa, in cui Pausania vedeva un grande dolore.
L'immagine dell'eroe troiano la si ritrova anche nell'Arca di Cipselo ormai perduta, in tante miniature dell'Iliade ambrosiana e la sua figura è stata trattata anche su antiche monete di Troia. Nella Domus Aurea, residenza voluta da Nerone, l'imperatore romano, fu costruita una sala dedicata ad Ettore e Andromaca, come riportano storici dell'epoca che assistettero alla costruzione dell'opera come Plinio il Vecchio e successivamente Svetonio.
Nella letteratura medioevale Ettore grazie al racconto dell'Iliade verrà idealizzato alla stregua di un cavaliere perfetto, a cui tutti devono ispirarsi, come viene raccontato nel ciclo poetico Scenes from the fall of Troy del 1858. In seguito si ritrova il figlio di Priamo ovunque, in sculture come quelle di Antonio Canova e Bertel Thorvaldsen, nella danza grazie a Werner Egk nel 1948 e Peter von Winter nel 1962, nella musica grazie all'Hektor-Trilogie di Andreas Meyer-Laubercon nel 1963. Anche nelle carte da gioco ritroviamo la figura di Ettore, a cui si ispira il jack di quadri. In tempi moderni l'amore fra Ettore e Andromaca è stato ritratto anche in opere metafisiche con Giorgio de Chirico, rivisitato dall'artista in chiave moderna, sia in quadri sia in statue.

Il jack di quadri ispirato ad Ettore

## Culto
La tradizione narra che le sue ossa siano state trasferite nella rocca tebana per ordine di un oracolo; da qui il suo culto si diffuse in varie città, fra tutte Tebe e Troia. Strabone invece scrive di un bosco consacrato al principe troiano.

## Approfondimenti

### Il rapporto con il figlio di Teti
(Commento di Achille. Omero, Iliade libro I, versi 239-244, traduzione di Giovanni Cerri)
Achille aveva una grande stima di Ettore, conoscendo più l'abilità del guerriero che il suo mite carattere: infatti durante lo scorrere dell'Iliade quando pensò di essere giunto di fronte alla morte per cause estranee alla guerra, si rammaricò di non essere stato ucciso dal nemico. Lo scontro fra i due venne sfiorato diverse volte: la prima quando Ettore sfidò l'avversario più forte, la seconda quando il figlio di Priamo si trovò di fronte Patroclo. Altre storie vengono raccontate sui loro incontri, e sui motivi per cui il duello veniva rimandato, fra cui quella dove il saggio Eleno ferì alla mano l'eroe greco con una freccia, scoccata da un arco di Apollo e guidata dalla mano di Zeus.
Secondo alcune versioni del mito, il figlio di Teti stava per tradire i greci e consegnare il campo ad Ettore. Questo perché il troiano aveva posto tale condizione per acconsentire al suo matrimonio con Polissena, ma sapendo che se non riusciva nell'intento avrebbe dovuto uccidere i suoi parenti, rinunciò.

### I cocchieri di Ettore
Ettore nel corso della guerra ebbe tre aurighi, tutti uccisi allo stesso modo: un nemico, sempre diverso, sferrava un attacco con la propria arma di cui è maestro, il troiano agile schivava ogni volta l'attacco ed ogni volta il nemico colpiva il suo cocchiere. I nomi degli aurighi erano:
- Eniopeo, ucciso da Diomede;
- Archeptolemo, ucciso da Teucro;
- Cebrione, fratellastro di Ettore, ucciso da Patroclo.

L'utilità di un cocchiere era evidente: un guerriero non riusciva a prendere la mira per scagliare la propria arma e a guidare allo stesso tempo, inoltre anche la possibilità di schivare gli attacchi era ridotta per la concentrazione necessaria. Ettore dal canto suo quando combatteva pensava soltanto al nemico, tanto che in un'occasione a discapito dell'epiteto (domatore di cavalli, usato nell'Iliade), il suo cocchiere gli dovette prendere le mani e stringere le redini di un cavallo. Dopo la morte dell'ultimo cocchiere Ettore non ne ebbe altri, anche per via del poco tempo rimastogli, infatti affrontò Achille a piedi e non sul carro com'era solito fare.

### I cavalli del principe troiano
Nell'Iliade vengono nominati i cavalli di Ettore:
Podargo, Xanto, Aitone e Lampo, dove alla stregua di uomini il principe troiano parlava con loro volendoli spronare a dare il meglio, contro i forti Nestore e Diomede.
Dubbia è l'esattezza di questo elenco, in quanto una quadriga non è un elemento consueto negli scritti dell'Iliade e soprattutto i verbi successivi sono riferiti in forma duale. In realtà le quadrighe erano presenti nell'esercito nemico e probabilmente Ettore voleva, come successe anche in seguito, paragonarsi agli Achei rubando armi e tecniche nemiche.

### Il rapporto con gli dèi
Come sempre quando si parla di mitologia greca le divinità sono artefici del destino degli umani e talvolta si schierano a favore di eserciti o di uomini. Solevano talvolta assistere da vicino alle sfide che più gradivano.
- Zeus, il padre degli dei rimase neutrale, aiutando talvolta i Greci[42] ma incitando altre volte i Troiani, e non comprese l'attaccamento che avevano Era ed Atena contro il popolo troiano. I suoi interventi più grandi li vediamo a favore di Ettore,[48] ma alla fine sarà il padre degli dei stesso a decretare la morte dell'eroe troiano.[143] Al momento decisivo il padre degli dei vorrebbe rimangiarsi la parola data, e fino alla fine ha solo elogi quando parla del principe troiano.[144] Egli, dopo aver lodato le offerte sacrificali dell'eroe, invia Iris a chiamare Teti, madre di Achille, dagli abissi; Zeus quindi manda la ninfa dall'eroe affinché dica a suo figlio che gli dei, e lui in particolar modo, sono indignati perché egli trattiene il cadavere di Ettore e non vuole restituirlo. Intanto decide anche di far andare Iris da Priamo per dare all'anziano re la possibilità di riscattare il corpo del figlio Ettore portando dei regali ad Achille.[145]
- Era, irritata dai discorsi di Ettore, cercò di convincere suo marito a contrastarlo e consigliò Agamennone sul da farsi,[146] Zeus conoscendo bene sua moglie, comprese che l'avversione che aveva per Ettore, era soltanto una questione di principio. La moglie del padre degli dei di continuo insinuò gli altri dei, affinché si schierassero anch'essi contro il troiano.[147] La dea seduce Zeus per distoglierlo dalla guerra e fatto addormentare grazie al dio del sonno.[148]
- Apollo, il dio del sole si schierò con Ettore, facendo sbagliare ai suoi nemici la mira con l'arco.[43] Leggendo il poema si ha l'impressione che avesse fornito regali all'eroe, ma probabilmente con quelle parole si intendeva la protezione divina che da parte sua gli aveva offerto.[149] Il dio del sole per ordine di suo padre inciterà Ettore portandolo alla morte,[143] ma aiuterà i troiani nelle battaglie portando confusione e colpendo Patroclo. Lo stesso dio proverà pieta per Ettore chiedendone la restituzione, ottenendone il consenso, del cadavere[84]
- Atena, la dea della sapienza e della guerra si schierò subito contro Ettore, prima facendolo sfidare contro il più forte dei nemici, ma dopo non sazia decise di recarsi personalmente in guerra.[147] Rifiutò di ascoltare le preghiere dei Troiani, ma prestò attenzione a quelle dei greci.[150] Grazie al suo inganno Ettore smetterà di fuggire ed attaccherà Achille.
- Posidone, si trasformò in Calcante, fornendo saggi consigli ad Aiace il grande per contrastare l'avanzata di Ettore.[151] Si fronteggiano direttamente quando Era ingannò Zeus e permise a Poseidone di agire indisturbato. Rimase ad assistere alla guerra finché Zeus non lo richiamò nell'Olimpo.
- Ares, il dio della guerra, più volte scese in campo con Ettore.
- Ermes, benché divinità ostile ai troiani, si trasformò in un mirmidone, un soldato al servizio di Achille, dando consigli a Priamo su come agire per recuperare il corpo del figlio.[85]

### Ettore nell'Iliade
Il pastore di popoli appare per la prima volta nel libro II alla testa dell'esercito troiano. Famoso è il suo addio alla moglie e al figlio nel libro VI, uno dei più tristi e commoventi della storia. A lui Omero dedica il titolo di vari capitoli del suo poema:
- Libro VI: L'incontro di Ettore e Andromaca
- Libro VII: Duello di Ettore e Aiace
- Libro XXII: L'uccisione di Ettore
- Libro XXIV: Il riscatto di Ettore

L'Iliade stessa si conclude con il verso 804 del libro XXIV ancora nominandolo.

### Greci e Achei
Nell'Iliade gli assedianti di Troia vengono detti Achei, Danai o Argivi, e Acaia la zona da essi occupata. Le denominazioni omeriche sono tutte riconducibili all'area peloponnesiaca e, conformemente alla tradizione degli etnonimi riferiti al popolo greco, sembrano lasciare fuori l'Attica. Come sottolineato da Tucidide, inesistente era la stessa concezione unitaria del popolo greco, così come il conseguente dualismo con i barbari. Queste categorie culturali, e le relative contrapposizioni, si affermeranno in epoche successive, rimanendo sempre estranee al mondo omerico.
Sempre in epoca successiva vennero poi distinte le denominazioni di Achei e Argivi, a cui corrisposero ben determinate regioni della Grecia mentre si andò ad affermare l'etnonimo di Elleni (Héllenes) insieme al relativo toponimo Ellade (Hellás). Queste due denominazioni, inizialmente pertinenti a un popolo e a un'area della Tessaglia meridionale, finiranno infatti col tempo per riferirsi all'intero mondo greco, secondo un processo di generalizzazione che appare probabilmente già compiuto nel VII secolo a.C. se Esiodo poteva dire « [...] dove una volta gli Achei/[...]una vasta armata raccolsero,/dall'Ellade sacra contro Troia dalle belle donne». Quindi anche l'estraneità alla poesia omerica della generalizzazione panellenica del termine Ellade va tenuta ben presente ad evitare confusione.
Il toponimo Acaia può essere specificatamente riferito ad una regione del Peloponneso settentrionale e a un'area della Tessaglia sud-orientale, la cosiddetta Acaia Ftiotide. Ben altro significato assumerà poi in epoca imperiale con la costituzione della provincia romana di Acaia.

## Ettore nel cinema
- La pellicola Helena (titolo italiano: La caduta di Troia) è stata rappresentata nel cinema fin dal 1924, dove Ettore era stato interpretato da Carl de Vogt.
- In Italia pochi film sono arrivati, fra cui Elena di Troia del 1956, dove questa volta Ettore era rappresentato da Harry Andrews.
- Fra i film più recenti Troy è stato quello che ha riscosso i maggiori consensi di pubblico, dove l'assenza di divinità nello svolgimento dell'avventura ha dato più risalto all'umanità di Ettore, interpretato da Eric Bana.[162]

## Personaggi legati ad Ettore

### Familiari
- Priamo, padre
- Ecuba, madre
- Andromaca, moglie
- Astianatte (o Scamandrio), figlio
- Paride, Eleno, Cassandra, Deifobo, Licaone e molti altri, fratelli e fratellastri
- Pode, cognato

### Vittime di Ettore
1. Agelao, guerriero acheo;[163]
2. Anchialo, guerriero acheo, ucciso con Meneste su un carro;[16]
3. Anfimaco, capitano dell'Elide, figlio di Cteato e Teronice;[164]
4. Antiloco, guerriero acheo e figlio di Nestore, amico inseparabile di Achille dopo Patroclo;
5. Antinoo, guerriero acheo, ucciso da Ettore secondo altre fonti e versioni dell'originale omerica;
6. Arcesilao, capitano dei Beoti e figlio di Areilico e Teobula;[165]
7. Aseo, guerriero acheo;[166]
8. Autonoo, guerriero acheo;[166]
9. Cerano, cocchiere e scudiero di Merione, eroe di Creta;[167]
10. Dolope, guerriero acheo, figlio di Clito;[163]
11. Eioneo, guerriero acheo;[168]
12. Epigeo, uno dei migliori guerrieri mirmidoni, figlio di Agacle;[169]
13. Eleno, guerriero acheo, figlio di Enope;[170]
14. Enomao, guerriero acheo;[170]
15. Esimno, guerriero acheo;[171]
16. Ipponoo, guerriero acheo;[171]
17. Licofrone, figlio di Mastore, un abitante di Citera, scudiero di Aiace;[172]
18. Meneste, guerriero acheo, ucciso con Anchialo su un carro;[16]
19. Ofeltio, guerriero acheo;[163]
20. Oresbio, un uomo ricco che viveva ad Ile, in Beozia;[173]
21. Oreste, guerriero acheo;[174]
22. Oro, guerriero acheo;[171]
23. Opite, guerriero acheo;[166]
24. Patroclo, figlio di Menezio, amante di Achille;[175]
25. Perifete, un guerriero miceneo, figlio di Copreo, figlio a sua volte di Pelope e araldo di Euristeo;[176]
26. Protesilao, guerriero acheo e primo acheo a sbarcare sul lido di Troia all'inizio dei nove anni di conflitto;
27. Schedio, capitano dei Focesi, una regione ad ovest della Beozia, e figlio dell'Argonauta Ifito e di Ippolita;[177]
28. Schedio, un capitano focese, figlio di Perimede;[178]
29. Stichio, un Ateniese che combatté contro Ettore con Menesteo;[179]
30. Treco, un guerriero dell'Etolia abilissimo con le lance;[170]
31. Teutrante, guerriero acheo.[174]
32. Merione, guerriero acheo, figlio di Molo. Secondo alcune leggende cadde per mano dell'eroe troiano, che gli staccò la testa con l'elmo ed abbandonò il busto schizzante midollo e disteso in un lago di sangue sotto gli occhi stupefatti dei capitani achei, mentre il greco cercava di difendere il cadavere di Patroclo dai nemici.

### Amici di Ettore
- Miseno
- Polidamante

### Fonti
- Omero, Iliade
- Pseudo-Apollodoro, Biblioteca
- Igino, Fabulae
- Virgilio, Eneide
- Seneca, Le troiane
- Lucano, Iliaca
- Ovidio, Metamorfosi
- Eschilo, Riscatto di Ettore
- Ennio, Il riscatto di Ettore
- Licofrone, Alessandra
- Quinto Smirneo, Posthomerica
- Ditti Cretese, Libro III

### Periodo classico
- Dante, Divina commedia
- William Shakespeare, Troilo e Cressida
- Jean Giraudoux, Guerre de Troie n'aura pas lieu
- Ugo Foscolo, Sepolcri
- Antoine de Montchrestien, Ettore
- Hector Berlioz, Les Troyens

### Traduzione delle fonti
- Omero, Iliade, traduzione di Rosa Calzecchi Onesti, 2ª ed., Torino, Einaudi, 1990, ISBN 978-88-06-17694-5.
- Vincenzo Monti, Iliade di Omero, traduzione di Manara Valgimigli e di Carlo Muscetta, 9ª ed., Aroldo Mondadori, 2007, ISBN 978-88-04-53902-5.
- Omero, Iliade, traduzione di Giovanni Cerri, 5ª ed., Bergamo, BUR, 2005, ISBN 88-17-17273-1.
- Apollodoro, Biblioteca, traduzione di Marina Cavalli, Milano, Mondadori, 1998, ISBN 88-04-55637-4.
- Apollodoro, I miti greci, traduzione di Maria Grazia Ciani, 7ª ed., Milano, Arnoldo Mondadori, 2004, ISBN 88-04-41027-2.
- Igino, Miti, traduzione di Giulio Guidorizzi, Milano, Adelphi Edizioni, 2000, ISBN 88-459-1575-1.
- Publio Ovidio Nasone, Le metamorfosi, traduzione di Giovanna Faranda Villa, Bergamo, BUR, 2007, ISBN 978-88-17-12976-3.
- Euripide, Le Troiane, traduzione di Ester Cerbo, 6ª ed., Milano, BUR, 2007, ISBN 978-88-17-17240-0.

### Moderna
- Robert Graves, I miti greci, Milano, Longanesi, ISBN 88-304-0923-5.
- Angela Cerinotti, Miti greci e di roma antica, Prato, Giunti, 2005, ISBN 88-09-04194-1.
- Anna Ferrari, Dizionario di mitologia, Litopres, UTET, 2006, ISBN 88-02-07481-X.
- Anna Maria Carassiti, Dizionario di mitologia classica, Roma, Newton, 2005, ISBN 88-8289-539-4.
- Pierre Grimal, La mitologia greca, Roma, Newton, 2006, ISBN 88-541-0577-5.
- Pierre Grimal, Enciclopedia della mitologia 2ª edizione, Brescia, Garzanti, 2005, ISBN 88-11-50482-1. Traduzione di Pier Antonio Borgheggiani
- Barry Strauss, La guerra di Troia, Bari, Laterza, 2007, ISBN 978-88-420-8130-2.